# Colleen McCullough
Colleen McCullough (Wellington, 1º giugno 1937 – Isola Norfolk, 29 gennaio 2015) è stata una scrittrice e neurologa australiana.

## Biografia
È di origine paterna irlandese e materna neozelandese, in parte maori. Dopo aver terminato gli studi di Medicina e aver prestato attività in vari ospedali di Sydney (Australia) e del Regno Unito, si occupa di ricerca medica negli Stati Uniti, dove inoltre si dedica all'insegnamento. Insegnò neurologia alla Yale Medical School di New Haven (Connecticut), per diversi anni.
Ritornata in Australia, si stabilì con il marito nell'isola di Norfolk.
Come scrittrice, il suo romanzo più famoso è Uccelli di rovo del 1978 da cui venne tratta, nel 1983, una miniserie tv con Richard Chamberlain e Rachel Ward. Altre sue opere di successo sono i suoi racconti storici legati alla Roma tardo-repubblicana e imperiale: tale attenzione le varrà una laurea ad honorem in Lettere da parte della Macquarie University di Sydney nel 1993.
Da tempo cieca a causa di una malattia maculare degenerativa e costretta su una sedia a rotelle, la scrittrice muore per insufficienza renale nel gennaio del 2015, all'età di 77 anni.
Colleen McCullough è stata membro della New York Academy of Sciences e della American Association for the Advancement of Science.

## Opere

### SerieI signori di Roma
1. I giorni del potere (The First Man in Rome, 1990) (Rizzoli, 1990)
2. I giorni della gloria (The Grass Crown, 1991) (Rizzoli, 1991)
3. I favoriti della fortuna (Fortune's Favorites, 1993) (Rizzoli, 1994)
4. Le donne di Cesare (Caesar's Women, 1995) (Rizzoli, 1996)
5. Cesare: il genio e la passione (Caesar, 1997) (Rizzoli, 1998)
6. Le idi di marzo (The October Horse: A Novel of Caesar and Cleopatra, 2002) (Rizzoli, 2003)
7. Cleopatra (Antony and Cleopatra, 2007) (Rizzoli, 2007)

### SerieCarmine Delmonico
1. Come la madre (On, Off, 2006) (Rizzoli, 2006)
2. La morte in più (Too Many Murders, 2009) (Rizzoli, 2010)
3. Naked Cruelty (2010, non tradotto in italiano)
4. The Prodigal Son (2012, non tradotto in italiano)
5. Sins of the Flesh (2013, non tradotto in italiano)

### Altri romanzi
- Tim (Tim, 1974) (Bompiani, 1979)
- Uccelli di rovo (The Thorn Birds, 1977) (Bompiani, 1977)
- L'altro nome dell'amore (An Indecent Obsession, 1981) (Bompiani, 1981)
- La passione del dr. Christian (A Creed for the Third Millennium, 1985) (Bompiani, 1986)
- Le signore di Missolungi (The Ladies of Missalonghi, 1987) (Bompiani, 1988)
- Il canto di Troia (The Song of Troy, 1998) (Rizzoli, 1999)
- L'altra parte del mondo (Morgan's Run, 2000) (Rizzoli, 2001)
- L'ultimo orizzonte (The Touch, Simon & Schuster Inc. 2003) (Rizzoli, 2004)
- La casa degli angeli (Angel Puss, 2004) (Rizzoli, 2005)
- L'indipendenza della signorina Bennet (The Independence of Miss Mary Bennet, 2008) (Rizzoli, 2008)
- Bittersweet (2013, non tradotto in italiano)

### Biografie
- The Courage and the Will: The Life of Roden Cutler VC (1999, non tradotto in italiano)

### Autobiografie
- Life Without the Boring Bits (2011, non tradotto in italiano)

### Vari
- Cooking with Colleen McCullough and Jean Easthope (1982, non tradotto in italiano)